# 新丸ゴ
新丸ゴ（しんまるゴ）はモリサワの丸ゴシック体およびそのフォント製品。1996年にDTP向けPostScriptフォントとして発売された。

## 概要

### 新丸ゴ
1996年発売。モダンなゴシック体として人気の高い「新ゴ」をもとにした丸ゴシック体。新ゴの特長である明るく洗練された雰囲気に加えて、同社の丸ゴシック体「じゅん」が持つ丸みのあるエッジがもたらすやさしいイメージと、親しみやすさが特徴となっている。「じゅん」では4ウェイト、フォントワークス社のスーラは6ウェイト展開だったが、「新丸ゴ」はLからUまでの7ウェイト展開となった。「新ゴ」と同様、縦組でも横組でも美しくまとまり、広告をはじめ見出しやサインなど、多彩なシーンで活躍するフォントとなっている。

### UD新丸ゴ
2009年発売。丸ゴシック体独特のやさしいイメージを大切にしたユニバーサルデザイン書体である。「UD新ゴNT」と同様に、すっきりと明快な字形のかな（丸ツデイ）を採用。欧文・数字には同社製のClearTone SGの骨格を採用し、UD新ゴと統一感のある、シンプルで誤読を招きにくいデザインとなっている。ユニバーサルデザインに配慮をしたい媒体で、親しみやすさと読みやすさが求められるシーンに特に向いている。

## ファミリー

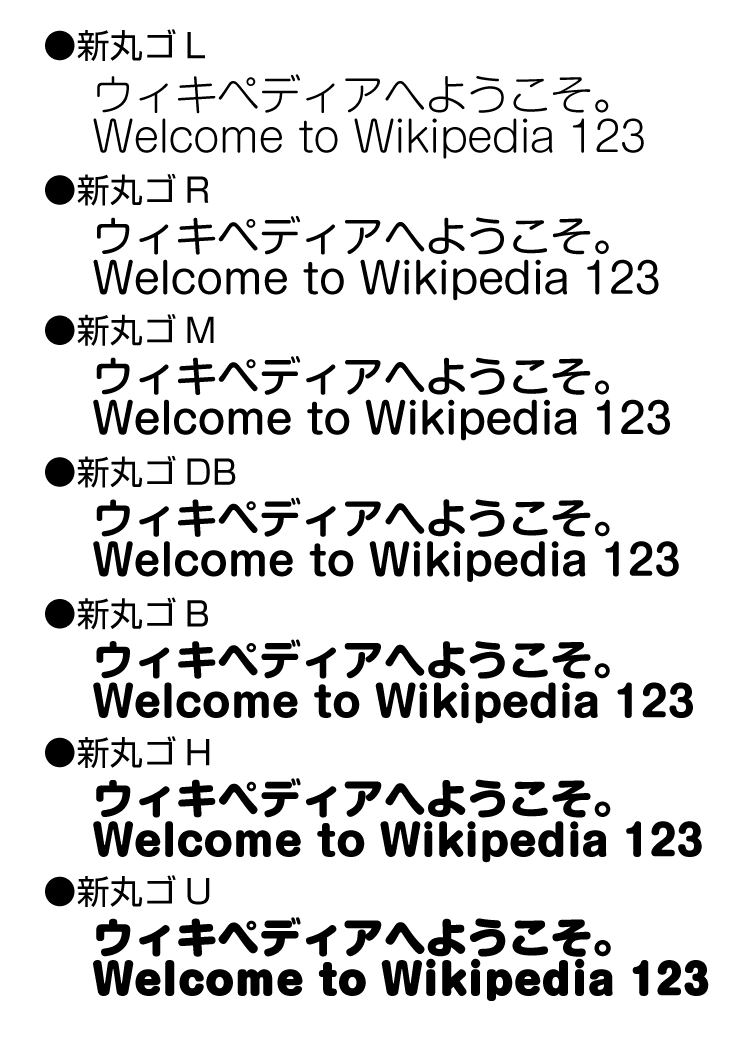
新丸ゴ

### 新丸ゴ
- 新丸ゴ L
- 新丸ゴ R
- 新丸ゴ M
- 新丸ゴ DB
- 新丸ゴ B
- 新丸ゴ H
- 新丸ゴ U

### UD新丸ゴ
- UD新丸ゴ L
- UD新丸ゴ R
- UD新丸ゴ M
- UD新丸ゴ DB
- UD新丸ゴ B
- UD新丸ゴ H